# Portada/article maig 15

## Josep Maria Jujol i Gibert
Josep Maria Jujol i Gibert (Tarragona, 1879 – Barcelona, 1949) fou un arquitecte, dibuixant, dissenyador i pintor modernista català. Es va dedicar a la docència tant a l'Escola d'Arquitectura com a l'Escola del Treball, a Barcelona. Fou arquitecte municipal de Sant Joan Despí, on hi ha bona part dels habitatges que va construir.
Va ser un excel·lent aquarel·lista i dibuixant que captava i creava tot tipus d'objectes i elements complementaris com mobles, llums, ascensors. Aquest vessant, juntament amb el seu domini de l'ús dels colors, fa singular la seva obra, que sovint es troba complementant d'altres arquitectes. Les col·laboracions més conegudes, les va realitzar a les obres de Gaudí, les quals permetien recollir la llibertat en l'ús de les formes i els colors que Jujol imprimia a la seva creació.